# Daniel Pearl
Daniel Pearl (Princeton, 10 ottobre 1963 – Karachi, 1º febbraio 2002) è stato un giornalista statunitense del Wall Street Journal. È stato rapito e successivamente decapitato da terroristi in Pakistan.
Pearl lavorava come capo dell'ufficio per l'Asia meridionale del Wall Street Journal, con sede a Mumbai, in India. È stato rapito quando si è recato in Pakistan nell'ambito di un'indagine sui presunti legami tra il cittadino britannico Richard Reid (noto come il "bombardiere delle scarpe") e al-Qaeda. Pearl è stato ucciso dai suoi rapitori.
Ahmed Omar Saeed Sheikh, un cittadino britannico di origine pakistana, è stato condannato a morte per impiccagione per il rapimento e l'omicidio di Pearl nel 2002, ma la sua condanna è stata annullata da un tribunale pakistano nell'estate del 2020. Nel marzo 2007, durante un'udienza militare a porte chiuse a Guantanamo, Khalid Sheikh Mohammed, membro di al-Qaeda, ha affermato di aver decapitato personalmente Pearl.  Gli investigatori hanno anche collegato un altro membro di Al-Qaeda, Saif al-Adel, con il rapimento.

## Biografia
Nato a Princeton, nel New Jersey, crebbe nel distretto di Encino, a Los Angeles, dove si era trasferita la famiglia: il padre, Judea Pearl, israeliano di origine polacca e docente di informatica e statistica presso l'UCLA, e la madre, Ruth nata Rejwan, un'ebrea irachena. Il padre, Judea, ha ricevuto il Turing Award, il "Premio Nobel per l'informatica", e ha descritto la storia della famiglia e le sue connessioni con Israele in un articolo del Los Angeles Times, "Radici in Terra Santa".
Danny, come era comunemente chiamato, ha  frequentato la Portola Junior High School e la Birmingham High School, quindi si è laureato nel 1985 in Scienze della Comunicazione alla Stanford University, trascorrendo in seguito l'estate come stagista presso The Indianapolis Star. Dopo un viaggio in Unione Sovietica, Cina ed Europa, Pearl ha iniziato la sua carriera di giornalista professionista presso il North Adams Transcript e il Berkshire Eagle nel Massachusetts occidentale. Da lì è passato al San Francisco Business Times.
Nel 1990 ha iniziato quindi a lavorare per il Wall Street Journal prima ad Atlanta, poi nel 1993 a Washington, nel 1996 a Londra e nel 1999 a Parigi. I suoi articoli coprivano una vasta gamma di argomenti, dalla storia dell'ottobre 1994 di un violino Stradivari  presumibilmente trovato su una rampa dell'autostrada alla storia del giugno 2000 sulla musica pop iraniana. È diventato più coinvolto negli affari internazionali: le sue indagini più importanti hanno riguardato le guerre etniche nei Balcani, dove ha scoperto che le accuse di un presunto genocidio commesso in Kosovo erano infondate. Ha anche esplorato l'attacco missilistico americano su una presunta struttura militare a Khartoum, che ha dimostrato essere una fabbrica farmaceutica.

### Matrimonio a Parigi
Nel 1999 a Parigi, Pearl ha incontrato e sposato la giornalista francese Mariane van Neyenhoff, ex editorialista di Glamour. Il loro figlio, Adam Daniel Pearl, è nato a Parigi il 28 maggio 2002, circa quattro mesi dopo la morte di Pearl.
I Pearl si stabilirono a Mumbai, in India, dopo che Daniel fu nominato capo ufficio del Southeast Asia del Wall Street Journal. Si sono recati a Karachi, in Pakistan, città usata come base per riferire sulla guerra al terrorismo degli Stati Uniti a seguito degli attacchi dell'11 settembre da parte dei terroristi di Al-Qaeda nel 2001.

### Il rapimento e la morte
Il 23 gennaio 2002, mentre si recava a quella che pensava fosse un'intervista con lo sceicco  Mubarak Ali Gilani al Village Restaurant nel centro di Karachi, Pearl è stato rapito vicino all'Hotel Metropole alle 19 da un gruppo militante che si autodefiniva "Movimento Nazionale per il ripristino della sovranità pakistana". Il gruppo affermò che Pearl era una spia e, usando un indirizzo e-mail di Hotmail, inviò agli Stati Uniti una serie di richieste, inclusa la liberazione di tutti i detenuti terroristi pakistani e il rilascio di una spedizione americana interrotta di Jet da combattimento F-16 al governo pakistano.
Il messaggio diceva: "Ti diamo un giorno in più se l'America non soddisferà le nostre richieste, uccideremo Daniel. Allora questo ciclo continuerà e nessun giornalista americano potrà entrare in Pakistan".
Sono state allegate foto di Pearl ammanettato con una pistola alla testa e con in mano un giornale. Nessuno del gruppo terrorista rispose alle richieste pubbliche di rilascio del giornalista da parte del suo editore e di sua moglie Mariane.
Nove giorni dopo, i terroristi hanno decapitato Pearl. Il 21 febbraio 2002 è stato pubblicato un video intitolato "The Slaughter of the Spy-Journalist, the Jew Daniel Pearl". Il video mostra il corpo mutilato di Pearl e dura 3 minuti e 36 secondi.
Il 16 maggio, la sua testa mozzata e il corpo decomposto furono trovati tagliati in dieci pezzi e sepolti, insieme a una giacca identificativa, in una fossa poco profonda a Gadap, a circa 48 km a nord di Karachi. Quando la polizia trovò i resti di Pearl tre mesi dopo l'omicidio, Abdul Sattar Edhi, un filantropo pakistano, raccolse tutte le parti del corpo e le portò all'obitorio. Ha contribuito a garantire che i resti di Pearl fossero restituiti negli Stati Uniti, dove è stato successivamente sepolto nel Mount Sinai Memorial Park Cemetery a Los Angeles.

## Riconoscimenti

### Libri e film
- Sulla sua vicenda il filosofo e saggista francese Bernard-Henri Lévy ha scritto il libro Chi ha ucciso Daniel Pearl?, edito in Italia da Rizzoli, in cui si accusava direttamente Ahmad Omar Sa'id Shaykh. Questo libro è stato adattato in un film diretto da Tod Williams e interpretato da Josh Lucas, incentrato sugli ultimi giorni della vita di Daniel Pearl. La vicenda è delineata anche nel libro Il labirinto di Putin, edito in Italia da il Sirente, a lui dedicato dal collega e amico Steve LeVine.
- La vedova di Daniel, Mariane, ha scritto il libro autobiografico Un cuore grande, a cui è ispirato il film prodotto da Michael Winterbottom A Mighty Heart - Un cuore grande, dove la donna è interpretata da Angelina Jolie e Pearl da Dan Futterman.
- Il compositore statunitense Steve Reich ha scritto le sue Daniel Variations nel 2006 in memoria del giornalista ucciso, su commissione del padre di Daniel, della Daniel Pearl Foundation e del Barbican Centre.
- Una raccolta di scritti di Pearl (At Home in the World) è stata pubblicata postuma nel 2002.
- La Daniel Pearl Foundation è stata costituita dai genitori di Pearl Ruth e Judea Pearl; altri familiari e amici si sono uniti per continuare la missione di Pearl. Intendono svolgere il lavoro nello spirito, nello stile e nei principi che hanno plasmato il lavoro e il carattere di Pearl. Daniel Pearl World Music Days si è tenuto in tutto il mondo dal 2002 e ha promosso oltre 1.500 concerti in oltre 60 paesi.
- HBO Films ha prodotto un documentario di 79 minuti intitolato "The Journalist and the Jihadi: The Murder of Daniel Pearl". È stato presentato per la prima volta su HBO il 10 ottobre 2006. Il documentario racconta la vita e la morte di Pearl e presenta ampie interviste con la sua famiglia. È narrato da Christiane Amanpour ed è stato nominato per due Emmy Awards.
- I genitori di Pearl hanno curato e pubblicato una raccolta di risposte inviate loro da tutto il mondo, intitolata I Am Jewish: Personal Reflections Inspired by the Last Words of Daniel Pearl (Jewish Lights Publishing, 2004). Tra i collaboratori Theodore Bikel, Alan Dershowitz, Kirk Douglas, Ruth Bader Ginsburg, Larry King, Amos Oz, Shimon Peres, Daniel Schorr, Elie Wiesel, Peter Yarrow e AB Yehoshua.
- Nel Massachusetts occidentale, dove Pearl era stato un giovane giornalista, l'amico ed ex compagno di band, Todd Mack, fondò una nuova organizzazione no-profit, Fodfest, successivamente ribattezzata Music in Common, per continuare, ha detto, l'eredità di Pearl di "costruzione di ponti".

### La Fondazione Daniel Pearl
- La Daniel Pearl Foundation è stata costituita dai genitori di Pearl Ruth e Judea Pearl; altri familiari e amici si sono uniti per continuare la missione di Pearl. Intendono svolgere il lavoro nello spirito, nello stile e nei principi che hanno plasmato il lavoro e il carattere di Pearl. Del board ha fatto parte anche l'ex presidente Bill Clinton.
- Daniel Pearl World Music Days si è tenuto in tutto il mondo dal 2002 e ha promosso oltre 1.500 concerti in oltre 60 paesi.
- Nel 2002, Pearl ha ricevuto postumo l'Elijah Parish Lovejoy Award dal Colby College e nel 2007 il Lyndon Baines Johnson Moral Courage Award dallo Houston Holocaust Museum.
- Il 16 aprile 2007, il nome Pearl è stato aggiunta al Memoriale dell'Olocausto a Miami Beach come prima vittima non dell'Olocausto. Suo padre ha dato il suo consenso per ricordare alle generazioni future che "le forze della barbarie e del male sono ancora attive nel nostro mondo. L'Olocausto non è terminato nel 1945". Il giornalista Bradley Burston ha criticato l'aggiunta di una vittima post-Olocausto al memoriale, dicendo che questo fatto "diminuisce l'unicità dell'Olocausto".
- Nel 2010, l'International Press Institute ha nominato Pearl uno dei suoi eroi della libertà della stampa mondiale.
- Il 10 dicembre 2007, il presidente George W. Bush e Laura Bush hanno invitato Ruth e Judea Pearl, genitori di Daniel Pearl, al ricevimento di Chanukah alla Casa Bianca. Illuminarono la menorah della famiglia Pearl che un tempo apparteneva ai bisnonni di Daniel, Chaim e Rosa Pearl, che la portarono con loro quando si trasferirono dalla Polonia alla Palestina mandataria nel 1924. Lì contribuirono a fondare la città di Bnei Brak.
- Il defunto ex sindaco di New York City, Ed Koch, ha chiesto che sulla sua lapide venissero incise le parole di Pearl: "Mio padre è ebreo, mia madre è ebrea, io sono ebreo".
- Il 19 maggio 2010, il presidente degli Stati Uniti Barack Obama ha firmato il Daniel Pearl Freedom of the Press Act, che protegge i giornalisti statunitensi in tutto il mondo. L'atto è anche progettato per utilizzare gli strumenti del Segretario di Stato per garantire che la libertà di stampa sia rispettata in altri paesi.

### Premi
- Nel 2005, il Wall Street Journal, in collaborazione con l'École de Journalisme de Sciences Po, ha assegnato il primo premio Daniel Pearl a Louis-Étienne Vigneault-Dubois dal Canada, in una cerimonia tenutasi il 10 giugno a Parigi.
- Nel Massachusetts occidentale, con l'aiuto dei giornali per i quali Pearl ha lavorato all'inizio della sua carriera (il North Adams Transcript e il Berkshire Eagle), gli amici di Pearl hanno istituito la borsa di studio Daniel Pearl Berkshire, assegnata ogni anno a partire dal 2003.
- Dal 2003, il Dipartimento di Comunicazione di Stanford ha assegnato uno stage estivo retribuito con il Wall Street Journal, noto come "Daniel Pearl Journalism Internship".
- Nel 2008 i premi semestrali ICIJ dell'International Consortium of Investigative Journalists sono stati ribattezzati Daniel Pearl Awards for Outstanding International Investigative Reporting.
- La Samuel Eells Literary and Educational Foundation assegna ogni anno il Brother Daniel Pearl Stanford 85 'Award for Literary Excellence a un membro universitario della Alpha Delta Phi Society o Fraternity che ha mostrato abilità ed entusiasmo eccezionali in narrativa, saggistica, poesia, musica e testi, fotografie o film.

### Scuole intitolate a Pearl
- Nel maggio 2007, la Communications Technology Magnet School della Birmingham High School di Los Angeles è stata ribattezzata Daniel Pearl Magnet High School. Nel luglio 2009 è diventata una scuola superiore indipendente nel distretto scolastico unificato di Los Angeles.
- A East Brunswick Township, Temple B'nai Shalom ribattezzò la loro scuola ebraica "The Daniel Pearl Education Center" in onore di Pearl. Inoltre, la Sinagoga ha creato una "Borsa di studio Daniel Pearl Education".

### Istituzioni intitolate a Pearl
- La Sammy Ofer School of Communications dell'IDC Herzliya ha introdotto il Daniel Pearl International Journalism Institute, una nuova partnership tra IDC Herzliya e la Daniel Pearl Foundation. La redazione multimediale della School of Communications è stata chiamata in onore di Daniel Pearl.
- La Charles E. Smith Jewish Day School di Rockville, MD, ha intitolato la palestra a Pearl, con la scritta DANIEL PEARL MEMORIAL GYMNASIUM. La scuola celebra ogni anno un Daniel Pearl Day.